# Alois Hundhammer

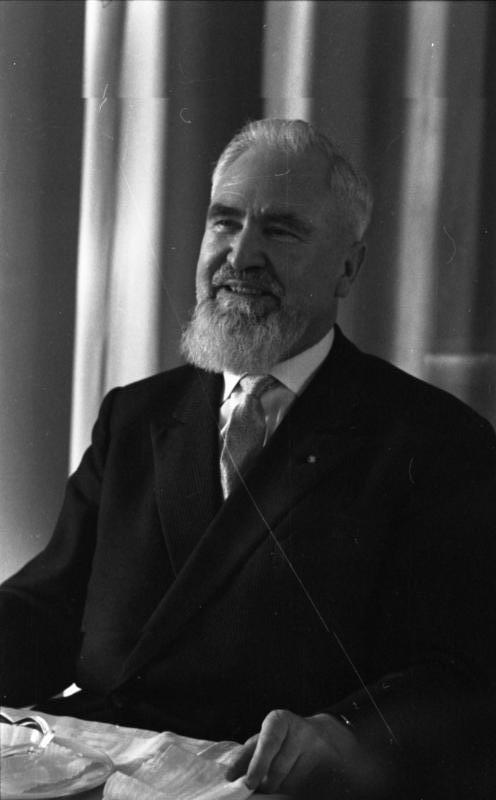
Alois Hundhammer (1963)

Alois Hundhammer (* 25. Februar 1900 in Moos bei Forstinning, Landkreis Ebersberg; † 1. August 1974 in München) war ein deutscher Volkswirtschaftler und Politiker (Bayerische Volkspartei und CSU).
Er war 1945 Mitbegründer der CSU, 1946 Mitglied der Bayerischen Verfassunggebenden Landesversammlung und deren wichtigsten Gremium, dem Verfassungsausschuss, 1946 bis 1970 Mitglied des Bayerischen Landtags, meist für den Stimmkreis Rosenheim, 1946 bis 1951 als Fraktionsvorsitzender, 1951 bis 1954 als Landtagspräsident. Hundhammer war langjähriger Vorsitzender des CSU-Bezirksverbands Oberbayern, von 1946 bis 1950 bayerischer Staatsminister für Unterricht und Kultus im ersten und zweiten Kabinett Ehard, von 1957 bis 1969 bayerischer Staatsminister für Landwirtschaft und Forsten im ersten und zweiten Kabinett Seidel, im vierten Kabinett Ehard und im ersten und zweiten Kabinett Goppel. Von 1964 bis 1969 war Hundhammer stellvertretender Ministerpräsident des Freistaates Bayern.
Hundhammer war ein Mann von ausgeprägter katholischer Religiosität und moralischer Rigorosität bis hin zu fundamentalistischen Zügen. Er war bekennender Monarchist und bayerischer Patriot und mit seinem extremen Föderalismusverständnis ein Kämpfer für die bayerische Eigenstaatlichkeit. Er war Statthalter in Deutschland des Ritterordens vom Heiligen Grab zu Jerusalem.

## Familie
Alois Hundhammer war der älteste Sohn von Alois Hundhammer (1874–1945) und Maria Hundhammer, geborene Grill (1873–1948). Mit noch 12 Kindern lebte die Bauernfamilie in Moos bei Forstinning (Oberbayern). Ein Bruder von ihm, Alfons Hundhammer, wanderte nach dem Zweiten Weltkrieg nach Bolivien aus und wurde als Bergsteiger bekannt.
1923 heiratete er Adelheid Hillenbrand (1899–1981); aus der Ehe gingen die Kinder Richard (1927–2012), Wolfgang (* 1929), Rudolf (1934–2013) und Alois (* 1941) hervor.

## Ausbildung
Die Kindheit Hundhammers war geprägt vom Landleben und dem Katholizismus in einem politisch interessierten Elternhaus. Er besuchte die Klosterschule im Kloster Scheyern und anschließend auf eigenen Wunsch und gegen den anfänglichen Widerstand des Vaters das humanistische Dom-Gymnasium in Freising. Nach kurzem Kriegsdienst im Ersten Weltkrieg studierte er an der Ludwig-Maximilians-Universität München und für zwei Semester an der Universität Budapest Philosophie, Geschichte, Staatswissenschaften und Volkswirtschaft. 1923 wurde er mit der Arbeit Geschichte des bayerischen Bauernbundes zum Doktor der Philosophie (Dr. phil.) und 1925 mit der Arbeit Die Landwirtschaftliche Berufsvertretung in Bayern zum Doktor der Nationalökonomie (Dr. oec. publ.) promoviert.

## Politik bis Ende der Weimarer Republik
Schon früh begann er sich politisch zu engagieren, 1919 kämpfte er in einem Freikorps gegen die Spartakisten, die nach der Ermordung Kurt Eisners die Münchner Räterepublik ausgerufen hatten. Von 1923 bis 1927 war Hundhammer Referent bei der Kreisbauernkammer Oberbayern, anschließend bis 1933 stellvertretender Generalsekretär des Bayerischen Christlichen Bauernvereins unter Georg Heim, der Hundhammer stark prägte. 1932 wurde er als Abgeordneter der Wahlkreise Berchtesgaden / Traunstein für die Bayerische Volkspartei (BVP) als jüngstes Mitglied in den Bayerischen Landtag gewählt.
Gleichermaßen ein Gegner des Kommunismus wie des Nationalsozialismus, warnte er als Redner auf zahlreichen Veranstaltungen und im Landtag sowie in seinen im Druck erschienenen Staatsbürgerlichen Vorträgen eindringlich vor Hitler und der „braunen Gefahr“. Deshalb wurde Hundhammer am 21. Juni 1933 von der Bayerischen Politischen Polizei (nachmalig: Gestapo) verhaftet und zunächst im Polizeipräsidium in der Münchner Ettstraße eingekerkert. Am 29. Juni erfolgt die Überstellung als Schutzhäftling in das nur knapp drei Monate zuvor (22. März 1933) eröffnete KZ Dachau.

## NS-Zeit
Hundhammer kam nach einer für einen so genannten bürgerlichen Häftling ungewöhnlich langen Haftzeit am 22. Juli 1933 wieder frei, wahrscheinlich durch Vermittlung einflussreicher kirchlicher Kreise. Nach der Haft erhielt er Berufs- und Redeverbot und wurde durch die Gestapo überwacht. Um den Unterhalt für Frau und Kinder sichern zu können, absolvierte er die Fachkundeprüfung im Schuhhandel und eröffnete 1934 eine Schuhreparaturwerkstätte in der Münchner Sonnenstraße, der 1938 ein zweites Geschäft in der Sendlinger Straße folgte. In diesen Geschäften hielt er Kontakt zu ehemaligen politischen Weggefährten. Während der NS-Zeit war er politisch inaktiv. 1939 wurde Hundhammer zur Wehrmacht einberufen und im Verwaltungsdienst eingesetzt.

## Nachkriegspolitik
In amerikanischer Kriegsgefangenschaft in Marseille, nach dem Ende des Krieges, knüpfte er Kontakte zu anderen politisch interessierten Häftlingen und plante bereits den Wiederaufbau Bayerns für die Zeit nach dem Krieg.
Nach seiner Entlassung 1945 gründete er zusammen mit Karl Scharnagl, Josef Müller und Fritz Schäffer in Würzburg die Christlich-Soziale Union in Bayern (CSU).
Als Mitglied der Bayerischen Verfassunggebenden Landesversammlung und deren wichtigstem Gremium, dem Verfassungsausschuss, war Hundhammer einer der maßgeblichen Väter der Bayerischen Verfassung, aus seiner Feder stammt unter anderem die Präambel. 1946 wurde er zum CSU-Fraktionsvorsitzenden gewählt und blieb dies bis 1951. Der föderalistisch eingestellte Müller trat für religiöse Toleranz ein, während Hundhammer zusammen mit Schäffer dem katholisch-konservativ-altbayrischen Flügel angehörte. Müller und Hundhammer behinderten sich gegenseitig. So verhinderte Hundhammer die Wahl Müllers zum Ministerpräsidenten, diesem wiederum gelang es, die Wahl Hundhammers zum Parteivorsitzenden abzuwenden. Hans Ehard, der keinem der verfeindeten Lager der CSU angehörte, wurde 1946 auf Vorschlag Hundhammers zum Bayerischen Ministerpräsidenten gewählt. Unter seiner Regierung wurde Hundhammer Staatsminister für Unterricht und Kultus bis 1950.
In diesem Amt machte er sich durch seine erzkonservative Haltung nicht nur Freunde. 1947 setzte er die Wiedereinführung des körperlichen Züchtigungsrechts der Lehrkräfte in den Schulen durch, was scharfen Widerspruch aus Teilen der Bevölkerung hervorrief. Noch größer war die Aufregung über den „Abraxas“-Skandal 1948: Hundhammer beendete die Aufführung des freizügigen Balletts von Werner Egk an der Bayerischen Staatsoper trotz des großen Publikumserfolges, was von Kritikern als Zensur gewertet wurde. Zur Förderung begabter Studenten führte er 1948 das Stipendium für besonders Begabte („Hundhammer-Stipendium“) ein.
Darüber hinaus ging er geschäftlichen Unternehmungen in der Baubranche nach. Außerdem war er zu dieser Zeit auch Vorsitzender des Untersuchungsausschusses in der sogenannten Spielbankenaffäre um hohe Regierungsmitglieder der Viererkoalition, in dessen Folge die Bayernpartei schwer beschädigt und der CSU der Weg zur erneuten Machtübernahme geebnet wurde.
1951 wurde Hundhammer bayerischer Landtagspräsident und blieb dies bis 1954.

## Vereins- und Verbandstätigkeiten

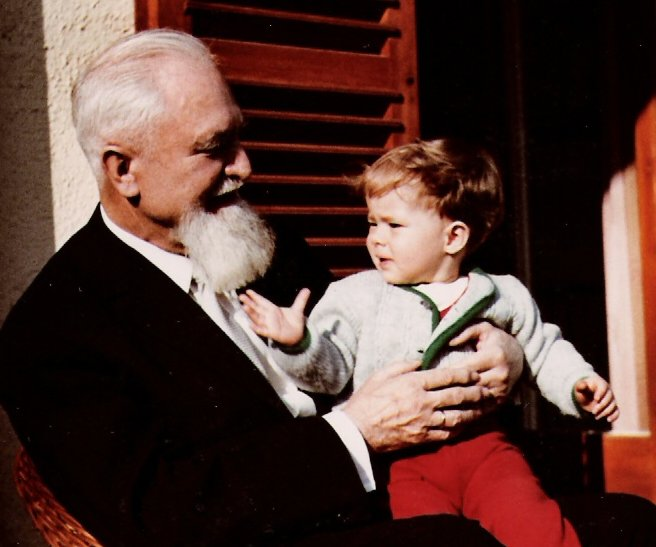
Alois Hundhammer und Enkelsohn (ca. 1970)

Hundhammer gründete 1945 auf Initiative des Weihbischofs im Erzbistum München und Freising Anton Scharnagl den Katholischen Männerverein Tuntenhausen. Er hatte den Vorsitz des konservativen Vereins bis 1974 fast 30 Jahre inne.
Nach der Landtagswahl 1954 wurde die CSU von einer Viererkoalition aus SPD, FDP, Bayernpartei und BHE aus der Regierung verdrängt. In der Folgezeit zog sich Hundhammer aus der Öffentlichkeit etwas zurück und widmete sich verstärkt der Arbeit in verschiedenen katholischen Verbänden. Seit 1950 war Hundhammer, der schon seit seiner Studienzeit Mitglied der katholischen bayerischen Studentenverbindung KBStV Rhaetia München war, Ehrenmitglied der KDStV Tuiskonia München im CV und seit 1952 Mitglied des wissenschaftlichen katholischen Studentenvereins Unitas-Albertus-Magnus in München.
Hundhammer gehörte dem Kuratorium der 1959 gegründeten Deutsch-Israelischen Studiengruppe München an, die sich in München für die NS-Aufarbeitung, gegen den Antisemitismus und für die Annäherung mit Israel engagierte.
1957 wurde er von Kardinal-Großmeister Nicola Kardinal Canali zum Ritter des Päpstlichen Ritterordens vom Heiligen Grab zu Jerusalem ernannt und am 30. April 1957 in München durch Lorenz Jaeger, Großprior der deutschen Statthalterei, investiert. Er gehörte der Komturei München an. Er war Großkreuzritter des Ordens und als Nachfolger von Lorenz Höcker von 1968 bis 1971 Statthalter der Deutschen Statthalterei des Ritterordens vom Heiligen Grab zu Jerusalem.

## Rückkehr auf die politische Bühne
Nachdem die CSU erneut die Regierung stellte, zog es Hundhammer wieder in die aktive Politik: Von 1957 bis 1969 war er Landwirtschaftsminister in den Kabinetten von Hanns Seidel, Hans Ehard und Alfons Goppel, unter letzterem auch stellvertretender Ministerpräsident (1964–1969). Er leitete die Flurbereinigung ein, die den Bauern bessere Wirtschaftsmöglichkeiten eröffnen sollte.
In dieser Periode setzte er sich auch stark für die Errichtung der KZ-Gedenkstätte Dachau ein und eröffnete sie 1965 selbst. Hundhammer war ein entschiedener Gegner von Franz Josef Strauß, konnte jedoch dessen Aufstieg zum Parteivorsitzenden der CSU nicht verhindern.
1969 zog er sich aus gesundheitlichen Gründen aus der Politik zurück und legte die Regierungsämter nieder. 1970 gab er auch das Amt des CSU-Bezirksvorsitzenden der CSU Oberbayern auf.
Hundhammers Grab befindet sich auf dem Waldfriedhof Grünwald.

## Sonstiges
1971 war Hundhammer in Kurt Wilhelms TV-Komödie Olympia-Olympia neben Beppo Brem, Joachim Fuchsberger und Helga Anders zu sehen.

## Ehrungen
- 1954: Großkreuz des Verdienstordens der Bundesrepublik Deutschland
- 1957: Ritterschlag zum Ritter vom Heiligen Grab zu Jerusalem
- 1959: Bayerischer Verdienstorden
- 1973: Großkreuz mit Stern und Schulterband des Päpstlichen-Silvesterordens
- Goldene Verfassungsmedaille des Freistaats Bayern

sowie unter anderem:
- Aufnahme in den Petra-Kreis in München
- Ehrenrepräsentant der Deutsch-Ungarischen Gesellschaft
- Ehrenvorsitzender des Landesverbandes der katholischen Männervereine Bayerns

## Werke
- Geschichte des Bayerischen Bauernbundes. Verlag Dr. F. A. Pfeiffer & Co., München 1924.
- Der Bauernbund als bäuerliche Klassenpartei. Zentralstelle der bayerischen christlichen Bauernvereine, Regensburg 1925.
- Auf geht's, Bauern! Verlag des Generalsekretariats der Bayerischen Volkspartei, München 1925.
- Die landwirtschaftliche Berufsvertretung in Bayern. Verlag Dr. Franz A. Pfeiffer, München 1926.
- Staatsbürgerliche Vorträge. Manz, Regensburg 1931.
- Die staatsbürgerlichen Vorträge von Alois Hundhammer aus den Jahren 1930 und 1931. Eingeleitet und kommentiert von Oliver Braun (Quellentexte zur bayerischen Geschichte 4), hrsg. von Karl-Ulrich Gelberg, Johannes Merz und Alois Schmid, Institut für Bayerische Geschichte München 2005.
- Mein Beitrag zur bayerischen Politik 1945–1965. Historisch-politische Schriftenreihe des Neuen Presseclubs, H. 7, München 1965.